# Pedethma seymourensis
Pedethma seymourensis es una especie de insecto coleóptero de la familia Chrysomelidae. Fue descrita científicamente en 2000 por Lingafelter & Konstantinov.